# IC 5287
IC 5287 је спирална галаксија у сазвјежђу Рибе која се налази на листи објеката дубоког неба у Индекс каталогу.
Деклинација објекта је + 0° 45' 25" а ректасцензија 23h 9m 20,3s. Привидна величина (магнитуда) објекта IC 5287 износи 14,0 а фотографска магнитуда 14,8. IC 5287 је још познат и под ознакама UGC 12393, MCG 0-59-3, CGCG 380-3, KARA 1008, PGC 70575.